# Morumbi (distrito de São Paulo)
Morumbi o Morumbí es un distrito situado en la Zona Oeste del municipio brasileño de São Paulo. Pertenece a la subprefectura de Butantã. Morumbi significa "colina verde" en la lengua tupí.
Alejado del centro de São Paulo en cerca de 10 kilómetros, el distrito ocupa parte de borde oeste del río Pinheiros y limita con los distritos de Vila Sônia, Vila Andrade, Itaim Bibi, Pinheiros y Butantã. Es uno de los barrios más ricos de la ciudad y es nacionalmente conocido por sus mansiones y condominios de lujo, donde viven algunas de las celebridades y personas importantes de Brasil.
- Datos: Q374245
- Multimedia: Morumbi / Q374245